# Sandl
Sandl è un comune austriaco di 1 400 abitanti nel distretto di Freistadt, in Alta Austria.